# Campeonato Mundial de Bobsleigh y Skeleton de 2029
El LXXI Campeonato Mundial de Bobsleigh y Skeleton se celebrará en la localidad de Park City (Estados Unidos) en el año 2029 bajo la organización de la Federación Internacional de Bobsleigh y Skeleton (FIBT) y la Federación Estadounidense de Bobsleigh y Skeleton.
Las competiciones se realizarán en el Canal del Parque Olímpico de Utah.